# Rally Dakar de 1996
El Rally Dakar de 1996, la decimoctava edición de esta carrera rally raid, se realizó del 30 de diciembre de 1995 al 14 de enero del año siguiente. El trayecto total de esta versión, que se extendió entre Granada y Dakar, fue de 7579 km y se disputó por rutas de España, Marruecos (con el Sahara Occidental incluido), Mauritania, Malí, Guinea y Senegal.
Los vencedores fueron el italiano Edi Orioli en motos, el francés Pierre Lartigue en coches y el ruso Viktor Moskovskikh en camiones.
Participaron en total 106 coches, 119 motocicletas y 70 camiones, de los cuales llegaron a la final 50, 50 y 21, respectivamente.

## Recorrido
| Etapa | Fecha           | Origen          | Destino         | Total (km)      |
| ----- | --------------- | --------------- | --------------- | --------------- |
| 1     | 30 de diciembre | Granada         | Málaga          | 241             |
| 2     | 31 de diciembre | Nador           | Uchda           | 223             |
| 3     | 1 de enero      | Uchda           | Er Rachidia     | 552             |
| 4     | 2 de enero      | Er Rachidia     | Foum el Hassan  | 776             |
| 5     | 3 de enero      | Foum el Hassan  | Smara           | 494             |
| 6     | 4 de enero      | Smara           | Zouérat         | 620             |
| 7     | 5 de enero      | Zouérat         | Atar            | 374             |
| 8     | 6 de enero      | Atar            | Zouérat         | 539             |
|       | 7 de enero      | Día de descanso | Día de descanso | Día de descanso |
| 9     | 8 de enero      | Zouérat         | El Mreïti       | 638             |
| 10    | 9 de enero      | El Mreïti       | Tichit          | 632             |
| 11    | 10 de enero     | Tichit          | Kiffa           | 535             |
| 12    | 11 de enero     | Kiffa           | Kayes           | 281             |
| 13    | 12 de enero     | Kayes           | Labé            | 522             |
| 14    | 13 de enero     | Labé            | Tambacounda     | 587             |
| 15    | 14 de enero     | Tambacounda     | Dakar           | 565             |

## Vencedores por etapas
| Etapa   | Motocicletas         | Coches               |
| ------- | -------------------- | -------------------- |
| 1       | Jordi Arcarons       | Kenjiro Shinozuka    |
| 2       | Kari Tiainen         | Bruno Saby           |
| 3       | Heinz Kinigadner     | Ari Vatanen          |
| 4       | Stephane Peterhansel | Ari Vatanen          |
| 5       | Stephane Peterhansel | Philippe Wambergue   |
| 6       | Stephane Peterhansel | Pierre Lartigue      |
| 7       | Edi Orioli           | Jean-Pierre Fontenay |
| 8       | Thierry Magnaldi     | Ari Vatanen          |
| 9       | Fabrizio Meoni       | Hiroshi Masuoka      |
| 10      | Jordi Arcarons       | Philippe Wambergue   |
| 11      | Davide Trolli        | Ari Vatanen          |
| 12      | Edi Orioli           | Jean-Pierre Fontenay |
| 13      | Davide Trolli        | Philippe Wambergue   |
| 14      | Fabrizio Meoni       | Ari Vatanen          |
| 15      | Fabrizio Meoni       | Ari Vatanen          |
| 16      | Jordi Arcarons       | Ari Vatanen          |
| Fuente: |                      |                      |

## Clasificaciones finales
- Diez primeros clasificados en cada una de las tres categorías en competencia.

### Motos
| Rank. | Piloto           | Marca    | Tiempo     |
| ----- | ---------------- | -------- | ---------- |
| 1     | Edi Orioli       | Yamaha   | 72:31:03   |
| 2     | Jordi Arcarons   | KTM      | + 1:05:45  |
| 3     | Carlos Sotelo    | KTM      | + 5:48:09  |
| 4     | Gerard Jimmink   | KTM      | + 6:44:43  |
| 5     | Richard Sainct   | KTM      | + 7:35:38  |
| 6     | Guido Maletti    | Kawasaki | + 11:19:23 |
| 7     | Óscar Gallardo   | Cagiva   | + 11:33:12 |
| 8     | Massimo Chiesa   | KTM      | + 12:23:44 |
| 9     | Nobert Schilcher | KTM      | + 12:38:08 |
| 10    | Marcel Pilet     | KTM      | + 13:34:39 |

### Coches
| Rank. | Piloto               | Copiloto          | Marca             | Tiempo |
| ----- | -------------------- | ----------------- | ----------------- | ------ |
| 1     | Pierre Lartigue      | Michel Périn      | Citroën ZX        |        |
| 2     | Philippe Wambergue   | Fred Gallagher    | Citroën ZX        |        |
| 3     | Jean-Pierre Fontenay | Bruno Musmarra    | Mitsubishi Pajero |        |
| 4     | Ari Vatanen          | Gilles Picard     | Citroën ZX        |        |
| 5     | Josep Maria Servià   | Puig Sans         | Citroën ZX        |        |
| 6     | Hiroshi Masuoka      | Andreas Schulz    | Mitsubishi Pajero |        |
| 7     | Bruno Saby           | Dominique Serieys | Mitsubishi Pajero |        |
| 8     | Giacomo Vismara      | Mario Cambiaghi   | SsangYong Musso   |        |
| 9     | Thierry Delavergne   | Luis Arguelles    | Nissan Navara     |        |
| 10    | Jean-Pierre Strugo   | Bruno Cattarelli  | Mitsubishi Pajero |        |

### Camiones
| Rank. | Piloto                 | Copilotos       | Marca       | Tiempo |
| ----- | ---------------------- | --------------- | ----------- | ------ |
| 1     | Viktor Moskovskikh     | Skikh / Kouzmin | Kamaz       |        |
| 2     | Karel Loprais          | Tomececk        | Tatra       |        |
| 3     | Ladislav Fajtl         | Janousek        | Tatra       |        |
| 4     | Milan Koreny           | Gilar           | Tatra       |        |
| 5     | Vladimir Chagin        | Iakoubov        | Kamaz       |        |
| 6     | Yoshimasa Sugawara     | Hamura          | Hino Ranger |        |
| 7     | Jérome Pelichet        | Gambillon       | Mercedes    |        |
| 8     | Jean-Paul Bosonnet     | Serge Lacourt   | Mercedes    |        |
| 9     | Alexandre Boutevillain | Carriere        | Mercedes    |        |
| 10    | Raphael Gimbre         | Marcheix        | Mercedes    |        |